# Atos de Pilatos

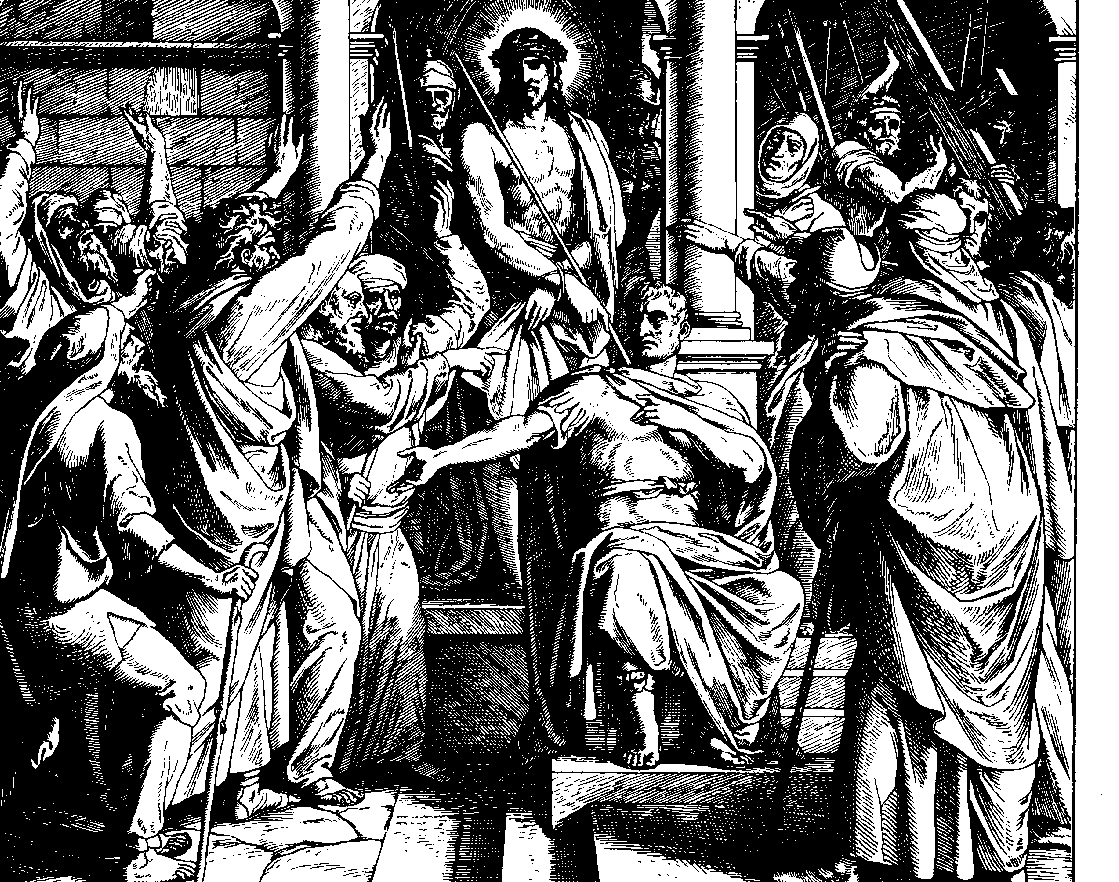
Julgamento de Pilatos.
Entalhe na "Die Bibel in Bildern", 1860, por Julius Schnorr von Carolsfeld.

Os Atos de Pilatos (em latim: Acta Pilati; em grego:  Πράξεις Πιλάτου), também chamado Evangelho de Pilatos, é um dos apócrifos do Novo Testamento. As datas de cada uma das seções adicionadas é incerta, mas os estudiosos atribuem o resultado final ao meio do século IV d.C. O texto foi também encontrado no grego "Atos de Pedro e Paulo" e como um apêndice ao texto medieval em latim Evangelho de Nicodemos, que se acredita ter sido escrito por um membro da Ordem de Nicodemos, embora não haja relação entre estes textos independentes.

## História do manuscrito
As seções mais antigas do livro apareceram primeiro em grego. O texto contém múltiplas partes, que são diferentes em estilo e parecem ter sido feitas por diferentes mãos. A mais antiga — um fictício "Relato de Pilatos ao Imperador Cláudio", inserida como um apêndice— parece ter sido composta no final do século II d.C., sendo que as demais são posteriores. O autor de "Atos de Pilatos" não alega ser Pilatos (portanto, o texto não é pseudepígrafo), mas certamente alega ser derivado dos atos oficiais preservados no pretório em Jerusalém. Um alegado original "Hebreu" é falsamente atribuído a São Nicodemos, daí o título "Evangelho de Nicodemos" que a obra recebeu durante a Idade Média. Ele teve uma considerável popularidade nesta época, algo que ainda mantém em alguns lugares, conforme atestado pela quantidade de traduções e versões que existem em diversas línguas.

## Textos principais

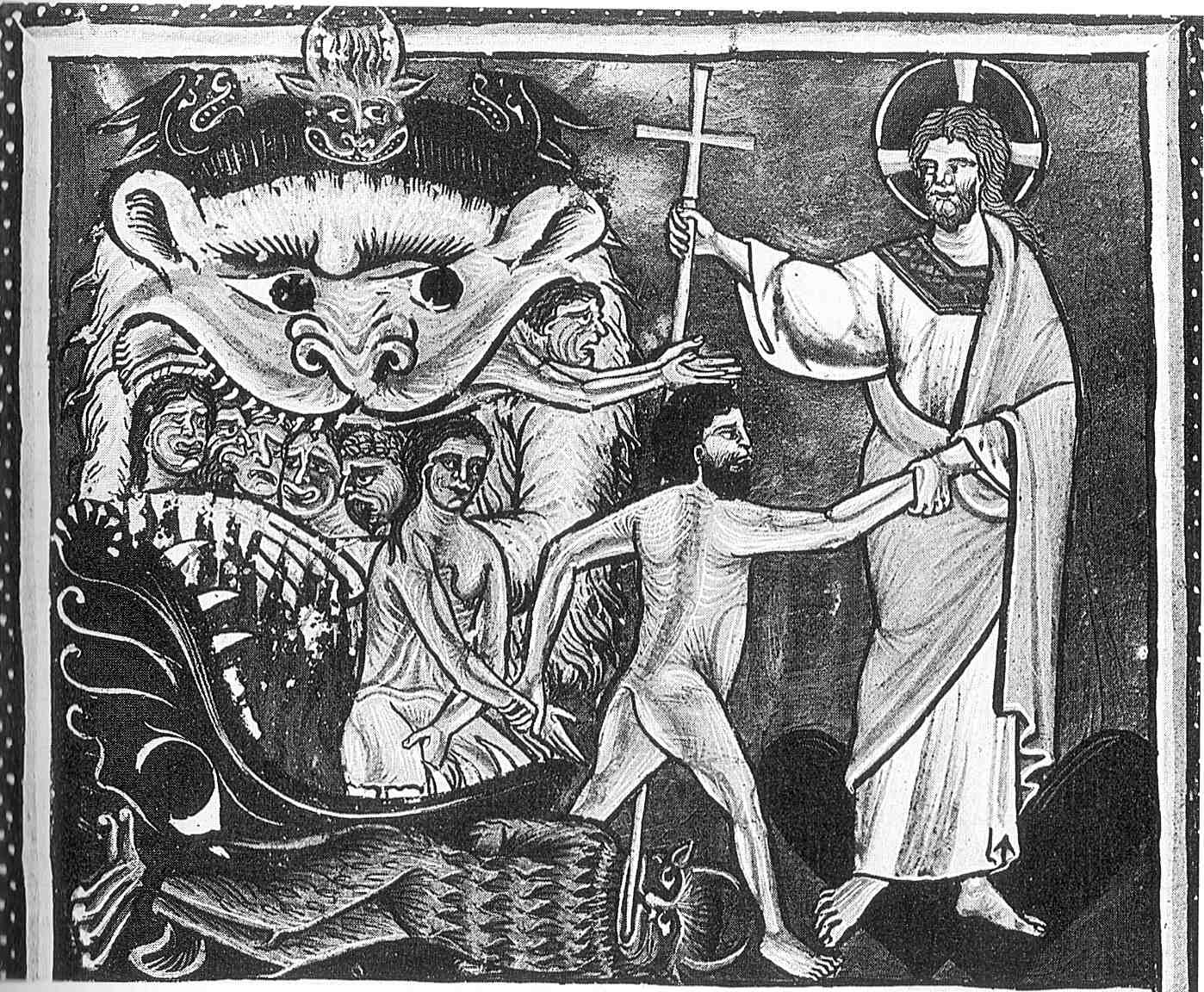
Descida ao Inferno.
Desconhecido, atualmente em coleção particular.

### Corpo principal e a Descida ao Inferno
O corpo principal dos Acta Pilati está dividido em duas seções e um apêndice, Descensus ad Infernos — a Descida ao Inferno — que não existe nos textos gregos e é uma adição posterior nos latinos. A primeira (capítulos I-XI) contém o julgamento de Jesus com base no Evangelho de Lucas (Lucas 23:1). A segunda (XII–XVI) trata da ressurreição. Nele, Lêucio e Carino, as duas almas ressuscitadas dos mortos após a crucificação, relatam ao Sinédrio as circunstâncias da descida de Cristo até o Limbo. Todo um gênero literário de romances milagrosos se desenvolveu à volta de um Leucius Charinus como o autor de outros textos nas mesmas circunstâncias. O episódio da Descida ao Inferno mostra São Dimas acompanhando Cristo no Inferno e a libertação de todos os patriarcas do Antigo Testamento.

### Relatos de Pôncio Pilatos
Um texto anexado posteriormente alega ser um relato por escrito feito por Pilatos ao imperador romano Cláudio, contendo uma descrição da crucificação, assim como um relato da ressurreição, ambos como se estivessem de fato num relatório oficial.

### Cura de Tibério
Uma série de manuscritos em latim incluem um apêndice ou uma continuação, o Cura Sanitatis Tiberii ("A Cura de Tibério"), a forma mais antiga da lenda de Santa Verônica, de acordo com a Enciclopédia Católica, na qual Tibério é curado de sua doença pela imagem de Cristo. Este mito é muito similar ao da Imagem de Edessa, contemporâneo e muito popular no oriente.

## Data e público
O historiador eclesiástico Eusébio de Cesareia (escrevendo por volta de 325 d.C.) não demonstra conhecer esta obra, embora ele estivesse a par da existência das "Cartas de Pilatos", citadas por Justino Mártir e Tertuliano. Ele também estava a par de um texto anticristão chamado "Atos de Pilatos", que era uma leitura recomendada nas escolas durante o reino de Maximino Daia nas perseguições de Diocleciano. "Somos levados a crer que [o 'Atos de Pilatos' cristão] é de uma origem posterior e os estudiosos concordam em atribuir-lhe uma data do meio do século IV d.C.". Epifânio de Salamina (escrevendo por volta de 376 d.C.) se refere aos "Atos", mas o texto grego mostra evidências de uma edição posterior.
Não há registro histórico sobre uma suposta conversão de Pôncio Pilatos ao Cristianismo. Parece improvável que a obra alguma vez tenha tido o objetivo de ser levada à sério pelos cristãos. Ao invés disso, seu objetivo seria oferecer mais detalhes sobre a vida de Cristo como uma forma de entretenimento pio dentro de um corpo literário maior de "obras de Pilatos".

## Influências
Justino Mártir escreveu: "E estas coisas aconteceram e vocês podem comprová-las pelos Atos de Pôncio Pilatos.". As cartas apologéticas foram escritas e endereçadas nominalmente ao imperador romano Antonino Pio e ao Governador romano Urbicus. Todos eles viveram entre 138 - 161 d.C.
Os "Atos de Pilatos" tem uma longa história inspirando obras devocionais. Uma Meditatione sopra la Passione del Nostro Signore Iesu Christo, baseada em parte nos "Atos", teve vinte e oito edições publicadas na Itália entre 1476 e 1500, além de ter inspirado a forma como Cristo foi representado perante Pilatos por Pontormo.